# Erich Thiele (Ingenieur)

Erich Thiele (1912)

Erich Thiele (* 2. Januar 1884 in Halle (Saale); † 13. Januar 1929 in Leipzig) war ein deutscher Ingenieur und Flugpionier und einer der ersten Inhaber eines offiziellen Flugscheins für den Motorflug in Deutschland.
Der Flugzeugkonstrukteur Erich Thiele lernte den Leipziger Verleger Bernhard Meyer (1860–1917) kennen, der ihn seit 1909 bei der Flugzeugentwicklung finanziell unterstützte. Am 6. Juli 1910 (nach anderen Angaben am 10. Juli 1910) legte Thiele auf dem Flugplatz Griesheim in einem Euler-Doppeldecker die amtlich vorgeschriebene international gültige Pilotenprüfung ab. Er erhielt daraufhin das deutsche Flugzeugführerpatent Nr. 13. Sein Fluglehrer war der Inhaber des ersten deutschen Flugzeugführerpatents August Euler.
Im März 1911 gründeten Meyer und Thiele die Sächsischen Flugzeug-Werke in Lindenthal bei Leipzig, die im November 1911 in Deutsche Flugzeug-Werke (DFW) umbenannt wurden. Thiele wurde Technischer Leiter der Flugzeugwerke. Im selben Jahr eröffnete er die DFW-Fliegerschule. Es gelang ihm, die Piloten Franz Büchner, Eugen Wiencziers und Heinrich Oelerich als Fluglehrer zu gewinnen.
Thiele starb 1929 und wurde auf dem Leipziger Nordfriedhof beigesetzt.
2001 wurde die ehemalige Ernst-Thälmann-Straße in Leipzig-Lindenthal nach Erich Thiele benannt.